# Корвейские анналы
Корвейские анналы (лат. Annales Corbeiensis) — исторические заметки, ведшиеся с IX по XII вв. сначала в Англии, а затем в Корвее. Сохранились в оригинале. Охватывают период с 658 по 1148 гг. Содержат сведения по главным образом истории Англии, Франкского государства и Священной Римской империи.

## Издания
- Annales Corbeiensis // MGH, SS. Bd. III. Hannover. 1839, p. 1-18[2].

## Переводы на русский язык
- Корвейские анналы, 658—1114 гг. в переводе И. М. Дьяконова на сайте Восточная литература